# Team Virtu Cycling (equip femení)
El Team Virtu Cycling (codi UCI: TVC), conegut anteriorment com a Team BMS BIRN o Team Veloconcept, és un equip ciclista femení danès. Creat al 2015, té categoria UCI Women's Team des del 2016. És la secció femenina de l'equip Team Virtu Cycling.

## Classificacions UCI

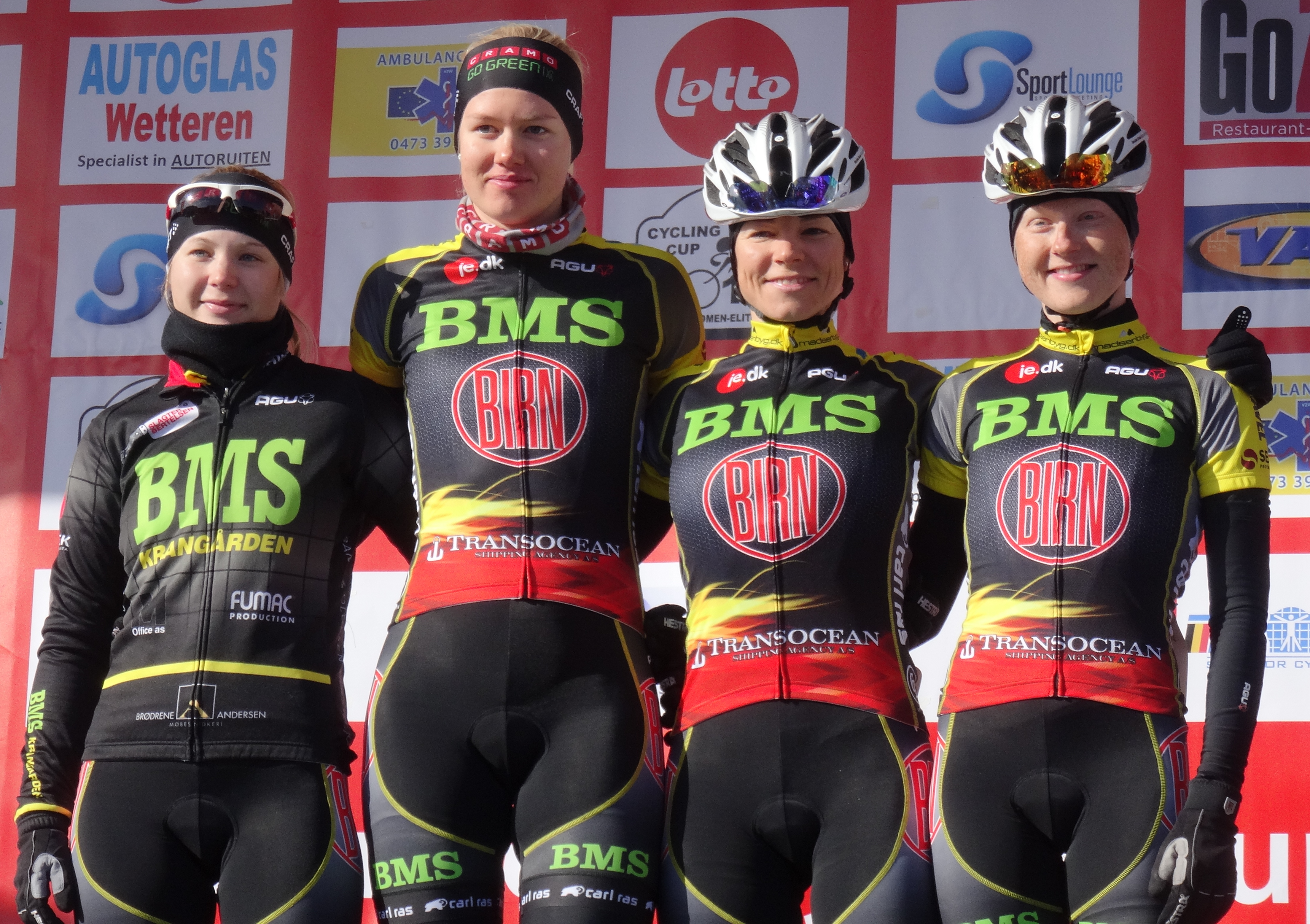
L'equip al 2015

Aquesta taula mostra la plaça de l'equip a la classificació de la Unió Ciclista Internacional a final de temporada i també la millor ciclista en la classificació individual de cada temporada.
| Temporada | Classificació per equips | Millor ciclista en la classificació individual |
| --------- | ------------------------ | ---------------------------------------------- |
| 2016      | 24è                      | Cecilie Uttrup Ludwig (82a)                    |
| 2017      | 21è                      | Linda Villumsen (61a)                          |

A partir del 2016 l'equip va participar en l'UCI Women's WorldTour
| Temporada | Classificació per equips | Millor ciclista en la classificació individual |
| --------- | ------------------------ | ---------------------------------------------- |
| 2016      | 27è                      | Cecilie Uttrup Ludwig (127a)                   |
| 2017      | 14è                      | Christina Siggaard (45a)                       |

## Composició de l'equip
| \| Llista de l'equip 2016 \| Llista de l'equip 2016 \| Llista de l'equip 2016 \| Llista de l'equip 2016 \| \| Ciclista \| Data de naixement \| Equip previ \| \| \| ----------------------------------- \| ---------------------- \| --------------------------------- \| ---------------------- \| \| Margriet Helena Kloppenburg \| 18 de gener de 1988 \| \| \| \| Cecilie Uttrup Ludwig \| 23 de agost de 1995 \| Team Rytger (2015) \| \| \| Pernille Mathiesen \| 5 de octubre de 1997 \| Team Rytger (2014) \| \| \| Camilla Møllebro \| 21 de maig de 1984 \| \| \| \| Louise Norman Hansen \| 12 de febrer de 1995 \| Cykling Odense (2015) \| \| \| Tine Rasch Hansen \| 10 de abril de 1976 \| \| \| \| Jannie Sand \| 5 de setembre de 1980 \| \| \| \| Trine Schmidt (16 de ago–31 de des) \| 3 de juny de 1988 \| Garmin-Cervélo (2011) \| \| \| Christina Siggaard \| 24 de març de 1994 \| Matrix Fitness Pro Cycling (2015) \| \| \| Marie Vilmann \| 21 de octubre de 1993 \| \| \| \| \| \| \| \| \| Font: UCI \| \| \| \|Nota: Margriet Helena Kloppenburg |                       |                                   |  |
| Llista de l'equip 2016 |                       |                                   |  |
| Ciclista | Data de naixement     | Equip previ                       |  |
| Margriet Helena Kloppenburg | 18 de gener de 1988   |                                   |  |
| Cecilie Uttrup Ludwig | 23 de agost de 1995   | Team Rytger (2015)                |  |
| Pernille Mathiesen | 5 de octubre de 1997  | Team Rytger (2014)                |  |
| Camilla Møllebro | 21 de maig de 1984    |                                   |  |
| Louise Norman Hansen | 12 de febrer de 1995  | Cykling Odense (2015)             |  |
| Tine Rasch Hansen | 10 de abril de 1976   |                                   |  |
| Jannie Sand | 5 de setembre de 1980 |                                   |  |
| Trine Schmidt (16 de ago–31 de des) | 3 de juny de 1988     | Garmin-Cervélo (2011)             |  |
| Christina Siggaard | 24 de març de 1994    | Matrix Fitness Pro Cycling (2015) |  |
| Marie Vilmann | 21 de octubre de 1993 |                                   |  |
| |                       |                                   |  |
| Font: UCI |                       |                                   |  |

| \| Llista de l'equip 2017 \| Llista de l'equip 2017 \| Llista de l'equip 2017 \| Llista de l'equip 2017 \| \| Ciclista \| Data de naixement \| Equip previ \| \| \| -------------------------------------- \| ---------------------- \| ------------------------------------ \| ---------------------- \| \| Shani Bloch \| 6 de març de 1979 \| Figurella Dream Team (2000) \| \| \| Natalie Kerwin \| 15 de gener de 1991 \| \| \| \| Louise Norman Hansen \| 12 de febrer de 1995 \| Cykling Odense (2015) \| \| \| Claudia Koster \| 22 de març de 1992 \| Jan van Arckel (2016) \| \| \| Pernille Mathiesen \| 5 de octubre de 1997 \| Team Rytger (2014) \| \| \| Camilla Møllebro \| 21 de maig de 1984 \| \| \| \| Sara Mustonen \| 8 de febrer de 1981 \| Liv-Plantur (2016) \| \| \| Amber Neben \| 18 de febrer de 1975 \| BePink (2016) \| \| \| Sara Penton \| 15 de novembre de 1988 \| Lares-Waowdeals Women (2016) \| \| \| Jannie Sand \| 5 de setembre de 1980 \| \| \| \| Doris Schweizer \| 28 de agost de 1989 \| Cylance (2016) \| \| \| Christina Siggaard \| 24 de març de 1994 \| Matrix Fitness Pro Cycling (2015) \| \| \| Carmen Small \| 22 de abril de 1980 \| Cylance (2016) \| \| \| Linda Villumsen (7 de juny–26 de maig) \| 9 de abril de 1985 \| UnitedHealthcare Women's Team (2016) \| \| \| \| \| \| \| \| Font: UCI \| \| \| \| |                        |                                      |  |
| Llista de l'equip 2017 |                        |                                      |  |
| Ciclista | Data de naixement      | Equip previ                          |  |
| Shani Bloch | 6 de març de 1979      | Figurella Dream Team (2000)          |  |
| Natalie Kerwin | 15 de gener de 1991    |                                      |  |
| Louise Norman Hansen | 12 de febrer de 1995   | Cykling Odense (2015)                |  |
| Claudia Koster | 22 de març de 1992     | Jan van Arckel (2016)                |  |
| Pernille Mathiesen | 5 de octubre de 1997   | Team Rytger (2014)                   |  |
| Camilla Møllebro | 21 de maig de 1984     |                                      |  |
| Sara Mustonen | 8 de febrer de 1981    | Liv-Plantur (2016)                   |  |
| Amber Neben | 18 de febrer de 1975   | BePink (2016)                        |  |
| Sara Penton | 15 de novembre de 1988 | Lares-Waowdeals Women (2016)         |  |
| Jannie Sand | 5 de setembre de 1980  |                                      |  |
| Doris Schweizer | 28 de agost de 1989    | Cylance (2016)                       |  |
| Christina Siggaard | 24 de març de 1994     | Matrix Fitness Pro Cycling (2015)    |  |
| Carmen Small | 22 de abril de 1980    | Cylance (2016)                       |  |
| Linda Villumsen (7 de juny–26 de maig) | 9 de abril de 1985     | UnitedHealthcare Women's Team (2016) |  |
| |                        |                                      |  |
| Font: UCI |                        |                                      |  |